# Gare de Saint-Pierre-d'Aurillac
Pour les articles homonymes, voir Gare de Saint-Pierre.
La gare de Saint-Pierre-d'Aurillac est une gare ferroviaire française de la ligne de Bordeaux-Saint-Jean à Sète-Ville, située sur le territoire de la commune de Saint-Pierre-d'Aurillac, dans le département de la Gironde en région Nouvelle-Aquitaine.
Elle est mise en service en 1855 par la Compagnie des chemins de fer du Midi et du Canal latéral à la Garonne (Midi). 
C'est une halte voyageurs de la Société nationale des chemins de fer français (SNCF) du réseau TER Nouvelle-Aquitaine, desservie par des trains express régionaux.

## Situation ferroviaire
Établie à 30 mètres d'altitude, la gare de Saint-Macaire est située au point kilométrique (PK) 47,639 de la ligne de Bordeaux-Saint-Jean à Sète-Ville, entre les gares de Saint-Macaire et de Caudrot.

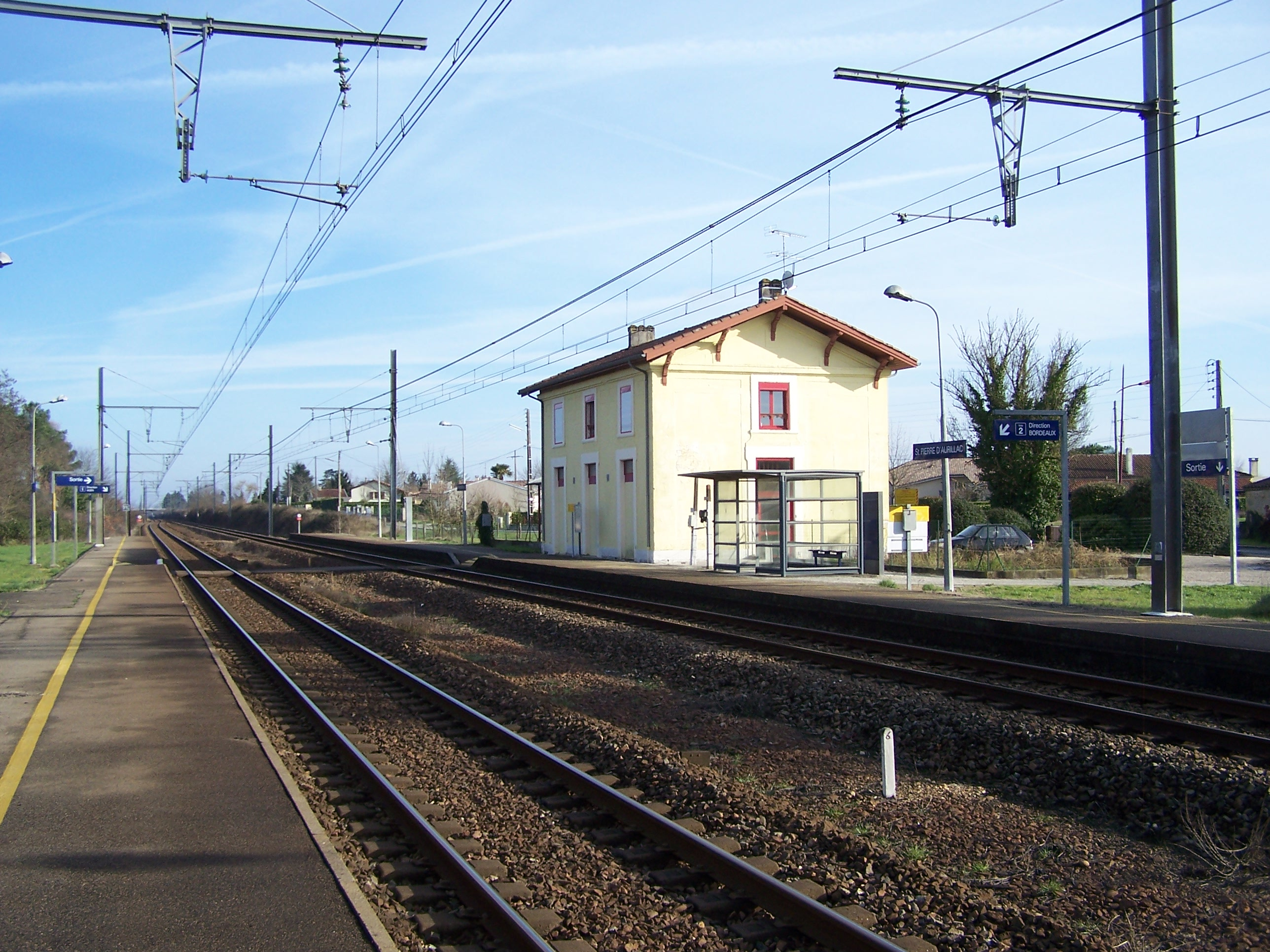
Voies et quais de la halte.

## Histoire

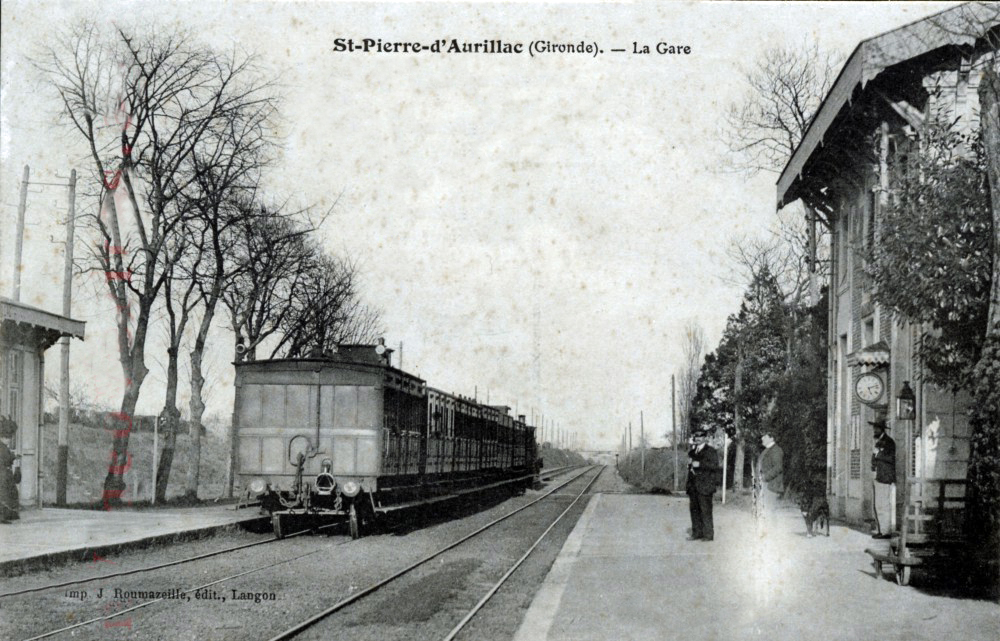
La gare au début du XXe siècle.

La station de Saint-Pierre-d'Aurillac est mise en service le 4 décembre 1855 par la Compagnie des chemins de fer du Midi et du Canal latéral à la Garonne (Midi), lorsqu'elle ouvre à l'exploitation la section de Langon à Tonneins de son chemin de fer de Bordeaux à Cette.
En 2014, c'est une halte voyageurs d'intérêt local (catégorie C : moins de 100 000 voyageurs par an de 2010 à 2011), qui dispose de deux quais, un abri et une traversée de voie à niveau par le public (TVP).

## Fréquentation
De 2015 à 2023, selon les estimations de la SNCF, la fréquentation annuelle de la gare s'élève aux nombres indiqués dans le tableau ci-dessous.
| Année           | 2015  | 2016  | 2017  | 2018  | 2019  | 2020  | 2021  | 2022   | 2023   |
| --------------- | ----- | ----- | ----- | ----- | ----- | ----- | ----- | ------ | ------ |
| Voyageurs seuls | 7 513 | 5 602 | 7 121 | 5 491 | 6 221 | 4 493 | 7 824 | 12 000 | 67 583 |

## Service des voyageurs

### Accueil
Halte SNCF, c'est un point d'arrêt non géré (PANG) à accès libre.
Un passage à niveau planchéié permet la traversée des voies et l'accès aux quais.

### Desserte
Saint-Pierre-d'Aurillac est une halte voyageurs du réseau TER Nouvelle-Aquitaine, desservie par des trains express régionaux de la relation Bordeaux - Langon - Agen (ligne 44).

### Intermodalité
Un parc pour les vélos y est aménagé. Le stationnement des véhicules est possible à proximité de l'entrée de la halte et de l'ancien bâtiment voyageurs.

## Patrimoine ferroviaire
Le bâtiment voyageurs d'origine, 1855, devenu une habitation privée, est un édifice type de la Compagnie du Midi : sur une base rectangulaire il comprend trois ouvertures en façades et un étage sous une toiture à deux pans.

## Galerie de photographies

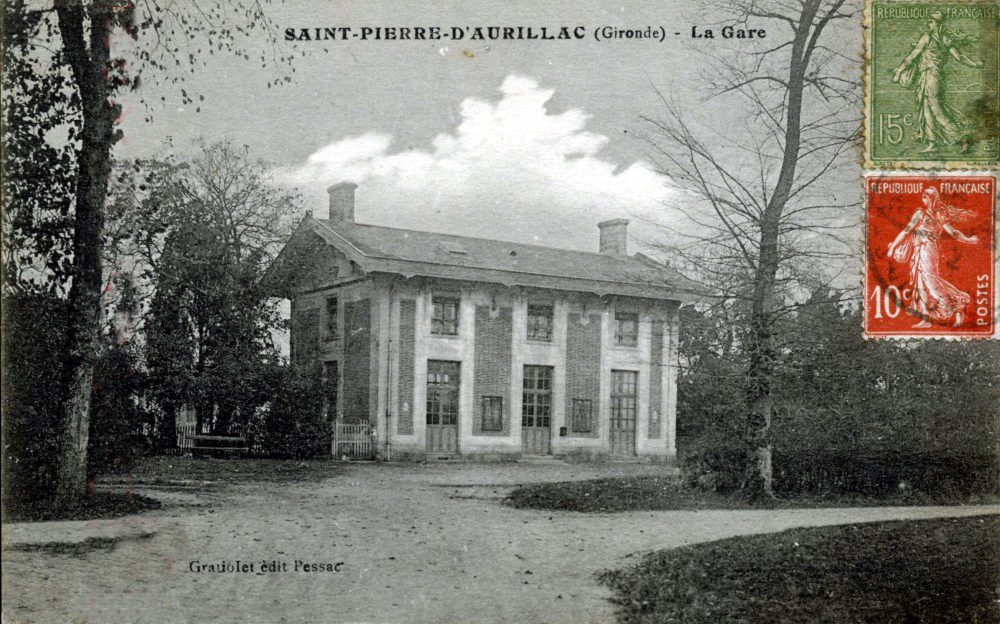
La gare au début du XXe siècle (vue de la cour).
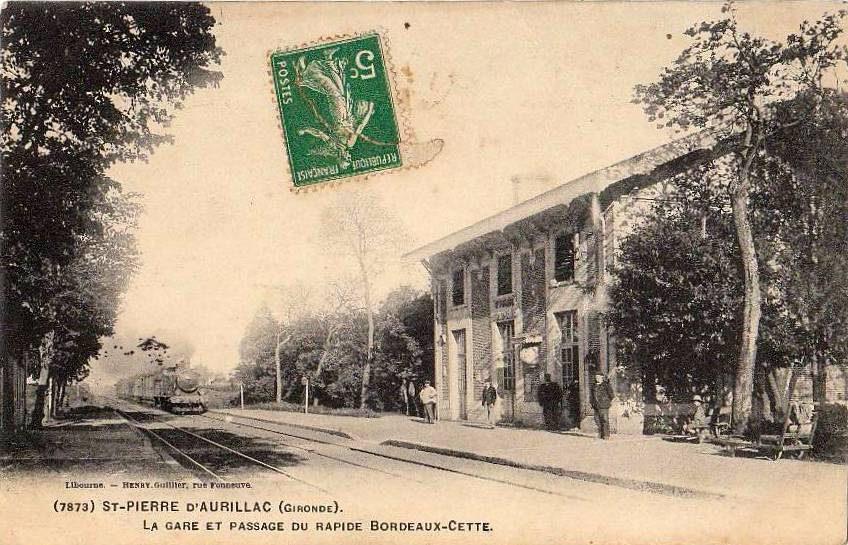
La gare au début du XXe siècle (vue côté voies).